# 8163 Ісідзакі
8163 Ісідзакі (8163 Ishizaki) — астероїд головного поясу, відкритий 27 жовтня 1990 року.
Тіссеранів параметр щодо Юпітера — 3,602.